# 豎中指

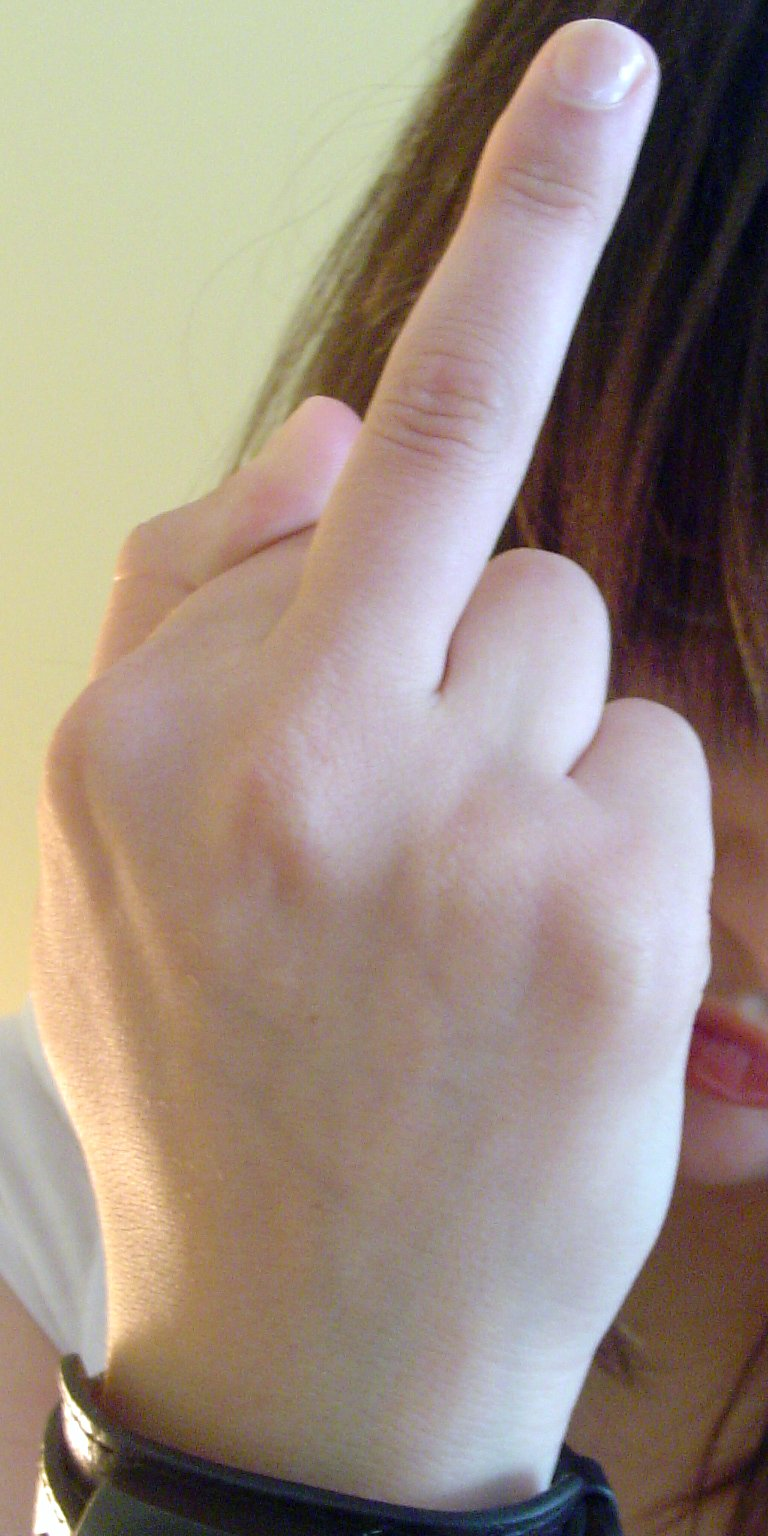
豎中指手势。

豎中指為手势之一，僅伸中指一指而其他指下壓，部分地區也會將拇指伸出，表示「去你的」等侮辱含義。當一個人對着另一個人面前做出中指手勢時在粵語中俗稱畀中指（英語：giving someone the middle finger，或寫作比中指或俾中指），而把中指手勢抬高向他人示意時則俗稱舉中指。

## 起源
中指的手势在古希腊可指鸡奸，用来鄙视、恐吓或威胁他人。也能指阴茎，同时旁边的手指為睾丸。或许，这一举动还可能作避邪的效用。在一世纪的地中海地区，伸直手指还是许多用来转移无时不在的恶魔之眼注意的方法之一。
在希腊语中这个手势叫做“katapugon”（“κατάπυγον”，由“kata”- κατά，“向下”和“pugē” - πυγή，“臀部”组成）。在古希腊喜剧，这手势还是对人的侮辱，因“katapugon”同样说一个接受鸡奸的男人或者katapugaina一个女人。在亚里斯多芬尼斯（Aristophanes）的喜剧The Clouds（423 BC）里，当剧中角色Socrates问学生韵律时，Strepsiades声称他十分了解强弱弱格（dactyl），并比出了中指。这手势说希腊语词“dactylos”的双关义：手指（dactyly）；一种由一声长和两声短的格律（像手指的关节— ‿ ‿ ——这在中世纪的拉丁文中也是阴茎睾丸的双关））。Socrates对此反应很剧烈。这个手势在Peace中作为嘲笑再次出现。之后它的用法在Suda得到解释。词组“to play the Siphnian”出现在亚里斯多芬尼斯的一个片段中，也有类似的意义。在Suda中这个用法又有解释，据说是“用手指摸肛门”的意思。第欧根尼·拉尔修（Diogenes Laertius）记录了犬儒学派的哲学家第欧根尼在公元前4世纪的雅典是如何对演说家德摩斯梯尼比出手势的。在Discourses of Epictetus中，第欧根尼的对象则是另外一个诡辩家。
一個廣為流傳，關於豎中指手勢的起源的訛傳：在英法百年戰爭後期的阿金科特戰役，英格蘭長弓兵讓法軍損失慘重，法军发誓在击败英军后，将英军弓箭手拉弓的中指斩断。但结果法军惨败。在法军撤退时，英军弓箭手纷纷伸出右手中指，炫耀他们依然存在的中指。以上關於豎中指的起源敘述是不正確的。
在古罗马，这个手势称为“digitus impudicus”，一种来侮辱別人手势。
在加拿大，前总理皮埃爾·特魯多对反对者使用这个手势后，豎中指被称为“特魯多问候”（Trudeau salute）。
因為該手勢廣泛流傳，常被人戲稱為「國際友好手勢」（International friendly gesture）。

## 類似手勢
在日本手語、台灣手語、韓國手語等日本手語系的手語中，雙手豎中指手勢代表兄弟，而手的移動方向則表示具體是「哥哥」還是「弟弟」。

## 註解
1. ↑  「畀」的意思是「給予」（英語：giving），但中文裏通常將之換為通假字「比」或「俾」，而變成「比中指」或「俾老二」。